# Dolní Hořice
Dolní Hořice è un comune della Repubblica Ceca facente parte del distretto di Tábor, in Boemia Meridionale.